# 达维德·维博尔尼
达维德·维博尔尼（捷克語：David Výborný，1975年1月22日—），生于伊赫拉瓦，捷克男子冰球运动员。他曾代表捷克国家队参加2006年冬季奥林匹克运动会冰球比赛，获得一枚铜牌。